# Liste antiker Ortsnamen und geographischer Bezeichnungen/Py
| Lateinischer Name    | Griechischer Name | Beschreibung                                                        | Heute                                                                          | Quellen und Verweise | Lage |
| -------------------- | ----------------- | ------------------------------------------------------------------- | ------------------------------------------------------------------------------ | -------------------- | ---- |
| Pycnus               |                   |                                                                     |                                                                                | Smith;               |      |
| Pydaras              |                   |                                                                     |                                                                                | Smith;               |      |
| Pydna                | Πύδνα (Pydna)     | Stadt an der Küste von Pieria                                       | Pydna in Nordgriechenland                                                      | Smith;               |      |
| Pydnae               | Πύδναι (Pydnai)   | Festung in Lykien                                                   |                                                                                | Smith;               |      |
| Pygela               | Πύγελα            |                                                                     | bei Kuşadası                                                                   | Smith;               |      |
| Pylae                | Πύλαι (Pylai)     | Stadt an der Küste der Propontis                                    | Yalova in der Türkei                                                           |                      |      |
| Pylae Ciliciae       | Κιλίκιαι πύλαι    | Kilikische Pforte                                                   | Kilikische Pforte, türkisch Gülek Boğazı                                       | RE; Smith;           |      |
| Pylae Syriae         |                   |                                                                     |                                                                                | Smith;               |      |
| Pylaea               |                   |                                                                     |                                                                                | Smith;               |      |
| Pylene               | Πυλήνη            |                                                                     |                                                                                | Smith;               |      |
| Pylon                | Πυλών (Pylōn)     | Stadt an der Via Egnatia, an der Grenze von Illyrien und Makedonien | Resen in Mazedonien                                                            | Smith;               |      |
| Pylorus              |                   | Stadt auf Kreta                                                     | südwestlich von Plora auf Kreta                                                | Smith;               |      |
| Pylus                |                   |                                                                     |                                                                                | Smith;               |      |
| Pyraei               |                   |                                                                     |                                                                                | Smith;               |      |
| Pyramia              |                   |                                                                     |                                                                                | Smith;               |      |
| Pyramus              | Πύραμος (Pyramos) | Fluss in Kleinasien                                                 | Ceyhan im Süden der Türkei                                                     | Smith;               |      |
| Pyranthus            |                   |                                                                     |                                                                                | Smith;               |      |
| Pyrasus              |                   |                                                                     |                                                                                | Smith;               |      |
| Pyrenaei Montes      |                   |                                                                     |                                                                                | Smith;               |      |
| Pyrenaei Portus      |                   |                                                                     |                                                                                | Smith;               |      |
| Pyrenes Promontorium |                   |                                                                     |                                                                                | Smith;               |      |
| Pyretus              |                   |                                                                     |                                                                                | Smith;               |      |
| Pyrgi                | Πύργοι (Pyrgoi)   | Hafen und Emporion der etruskischen Stadt Caere                     | bei Santa Severa auf dem Gebiet der Gemeinde Santa Marinella, nördlich von Rom | Smith;               |      |
| Pyrgus               |                   |                                                                     |                                                                                | Smith;               |      |
| Pyrnus               |                   |                                                                     |                                                                                | Smith;               |      |
| Pyrogeri             |                   |                                                                     |                                                                                | Smith;               |      |
| Pyrrha               | Πύρρα (Pyrra)     | Stadt auf der Insel Lesbos                                          |                                                                                | Smith (1);           |      |
| Pyrrha               | Πύρρα (Pyrra)     | Hafenort südöstlich von Milet in Karien                             | nahe Sarıkemer                                                                 | Smith (2);           |      |
| Pyrrha               | Πύρρα (Pyrra)     | Vorläufersiedlung von Melitaia in Thessalien                        |                                                                                | Smith;               |      |
| Pyrrheum             |                   |                                                                     |                                                                                | Smith;               |      |
| Pyrrhi Castra        | Πύρρου χάραξ      |                                                                     |                                                                                | Smith;               |      |
| Pyrrhichus           |                   |                                                                     |                                                                                | Smith;               |      |
| Pyrrum               |                   |                                                                     |                                                                                | Smith;               |      |
| Pyrustae             |                   |                                                                     |                                                                                | Smith;               |      |
| Pythium              |                   |                                                                     |                                                                                | Smith;               |      |
| Pytho                |                   |                                                                     |                                                                                | Smith;               |      |
| Pythopolis           | Πυθόπολις         | Stadt in Mysien                                                     |                                                                                | Smith;               |      |
| Pyxirates            |                   |                                                                     |                                                                                | Smith;               |      |
| Pyxites              | Πυξίτης (Pyxitēs) | Fluss in Pontos                                                     | Altındere (Fluss) in der Türkei                                                | Smith;               |      |
| Pyxus                |                   |                                                                     |                                                                                | Smith;               |      |